# Trompe l'oeil
Trompe-l'œil (francosko 'preslepi oko', izgovarjava [tromplêj], franc. [tʁɔplœj]) je slikarska tehnika, ki z optično iluzijo prikaže upodobljene predmete v treh dimenzijah; to vzbuja vtis, da gledamo prave predmete, ki segajo iz naslikanega polja. Primerljiva iluzija v arhitekturi je  lažna perspektiva.
V slovenskem strokovnem besednjaku se je uveljavila poslovenjena različica tromplej.

## Zgodovina slikanja
Čeprav fraza, ki jo je mogoče izgovarjati tudi brez vezaja in ligature trompe l'oeil, izhaja iz časa baroka, ko se nanaša na perspektivični iluzionizem, trompe-l'œil sega še bolj v zgodovino. Bil je (in je) pogosto uporabljen v freskah. Znani so primeri iz grških in rimskih časov, na primer v Pompejih. Tipičen trompe-l'œil so stenske poslikave, ki prikazujejo okna, vrata ali hodnik, ki so namenjeni povečanju prostora.
Različica večkrat povedane grške zgodbe se nanaša na tekmovanje med dvema znanima slikarjema. Zevksis (rojen okoli 464 pr. n. št.) je naslikal tako prepričljivo Tihožitje, da so ptice priletele kljuvati pobarvano grozdje. Njegov tekmec, Parazij, je prosil Zevksisa, da bi ocenil eno njegovih slik, ki je predstavljala par razcapanih zaves v njegovem studiu. Parazij je prosil Zevksisa naj zavese odgrne in Zevksis se je potrudil to storiti in ugotovil, da so vključene v Parazijevo sliko; tako je Parazij postal zmagovalec.

## Perspektiva
Italijanski slikarji poznega quattrocenta, kot sta Andrea Mantegna (1431-1506) in Melozzo da Forlì (1438-1494), so z velikim navdušenjem nad perspektivičnimi slikami pričeli slikati iluzionistične stropne poslikave, na splošno v freski, ter uporabljati perspektivo in tehnike, kot je skrajševanje, da bi pri gledalcu ustvarili vtis večjega prostora. Ta vrsta trompe l'oeil iluzionizma, ki posebej velja za stropne poslikave, je znana kot di sotto in sù, ki v italijanščini pomeni »od spodaj navzgor«. Elementi nad gledalcem predstavljeni na način, kot če bi gledali pravo bežiščno perspektivo. Znani primeri so Camera degli Sposi v Mantovi in Marijino vnebovzetje Antonia Correggia (1489-1534) v Parmi. Na podoben sta Vittorio Carpaccio (1460-1525) in Jacopo de' Barbari (pribl. 1440-1516) na svoje slike dodajala majhne značilnosti trompe-l'œil in igrivo raziskovala meje med podobo in realnostjo. Na primer, lahko je prikazana muha, ki bo sedla na slikarski okvir, zavesa, ki delno prikrije sliko, kos papirja, ki se pritrdi na mizo, ali oseba, za katero se morda zdi, da izhaja iz slike, vse v povezavi s tekmovanjem Zevksisa in Parazija. Na seminarju leta 1964 je psihoanalitik in teoretik Jacques Lacan (1901-1981) opazil, da mit o dveh slikarjih razkriva zanimiv vidik človeškega spoznavanja. Medtem ko so živali privlačili površni nastopi, so ljudje zavedeni z idejo o stvareh, ki so skrite.

## Quadratura
Teorija perspektive v 17. stoletju je dovoljevala bolj celosten pristop k iluzionistični arhitekturi, ki, če jo slikarji uporabljajo za »odpiranje« prostora na steni ali stropu, je znana kot quadratura. Primera tega sta Cortonejeva Prispodoba Božje previdnosti v palači Barberini in Apoteoza sv. Ignacija Andrea Pozzoa na stropu rimske cerkve Sant'Ignazio.
V manierističnem in baročnem slogu notranjosti jezuitskih cerkva v 16. in 17. stoletju pogosto najdemo trompe-l'œil stropne poslikave, ki optično »odpirajo« najvišjo dovoljeno mejo ali kupolo na nebu z upodobitvijo Jezusa, Marije ali svetnikov, ki gredo v nebesa. Primer odličnega arhitekturnega trompe-l'œil je iluzionistična kupola v jezuitski cerkvi na Dunaju, delo Andrea Pozze, ki je le rahlo ukrivljena, a daje vtis prave arhitekture.
Trompe-l'œil slike so postale zelo priljubljene v flamskem in kasneje v nizozemskem slikarstvu v 17. stoletju, ki izhajajo iz razvoja slikarstva tihožitja. Flamski slikar Cornelis Norbertus Gysbrechtsa je ustvaril chantourné sliko, ki prikazuje stojalo s sliko. Chantourné dobesedno pomeni »izrez« in se nanaša na trompe l'oeil, zasnovan tako, da »odstopa« stran od stene. Nizozemski slikar Samuel Dirksz van Hoogstraten je bil mojster trompe-l'œil in je teoretiziral o vlogi umetnosti kot vernega posnemanja narave v svoji knjigi (1678) Uvod v akademijo slikarstva ali vidnega sveta (nizozemsko Inleyding tot de Hooge schoole der schilderkonst: anders de zichtbaere werelt, Rotterdam, 1678).
Domišljijska oblika arhitekturnega trompe-l'œil, quodlibet, realistično prikazuje predmete, kot so pisemski noži, igralne karte, trakovi in škarje, ki pomotoma »ležijo« naokoli.
Trompe-l'œil je mogoče najti tudi na mizah in drugih kosih pohištva, na katerih se na primer lahko pojavijo igralne karte, kot bi sedeli za mizo. Še posebej impresiven primer je mogoče videti v podeželskem dvorcu Chatsworth House v grofiji Derbyshire, kjer so prikazana ena od notranjih vrat, na katerih visita violina in lok, v tehniki trompe l'oeil (naslikana okoli 1723, delo Jan van der Vaardta). V 19. stoletju se je s tovrstno tehniko ukvarjal ameriški slikar William Harnett. Od 60-ih let 20. stoletja so Richard Haas in mnogi drugi pobarvali velike trompe-l'œil freske na stenah mestnih stavb, od začetka 80-ih let, ko nemški umetnik Rainer Maria Latzke začel kombinirati klasično fresko s sodobno vsebino trompe-l'œil, je ta postala vse bolj priljubljena za notranje freske. Tudi španski slikar Salvador Dalí je uporabljal tehniko pri številnih slikah.

## V drugih umetniških oblikah
Trompe-l'œil, v obliki »prisilne perspektive«, se je že dolgo uporabljal v gledališki scenografiji, da so ustvarili iluzijo globljega prostora. Slavni zgodnji primer je Teatro Olimpico v Vicenzi, s Scamozzijevemi sedmimi ulicami v prisilni perspektivi (1585), za katere se zdi, da se umikajo v daljavo.
Trompe-l'œil je uporabil Donald O'Connor v znameniti sceni Make 'em Laugh v filmu Pojem v dežju (1954). Podobno tehniko je uporabil tudi Roy Andersson v svojih celovečernih filmih.
Druga varianta trompe-l'œil je medla slika, tehnika v filmski produkciji, kjer so deli zapletene scene naslikani na steklene plošče, ki so med fotografiranjem nameščene na sprednji strani fotoaparata. Ta tehnika je bila v uporabi pred prihodom računalniško ustvarjenih podob.
Izmišljena trompe-l'œil se pojavlja v številnih animiranih filmih Looney Tunes Kojot in Cestni dirkač, kot karikatura Cestnega dirkača, kjer na primer kojot naslika predor na steno in Cestni dirkač nato dirka skozi ponarejen predor. Običajno mu kojot sledi in nespametno poskuša teči skozi predor po cesti ter si pri tem razbije obraz na skali. Taka vizualna šala je bila uporabljena v Who Framed Roger Rabbit.
Čikaški Near North Side, 16-nadstropni apartmajski hotel iz leta 1929, ki je bil prenovljen leta 1981, je Richard Haas uporabil za poslikavo s freskami v stilu trompe-l'œil kot poklon Čikaški šoli arhitekture. Ena od stranic stavbe prikazuje namišljeni odsev stolpnice Chicago Board of Trade Building.
Trompe l'oeil, v obliki »iluzionističnega slikarstva«, se uporablja tudi v sodobni notranji opremi, kjer so iluzionistične stenske poslikave doživljale renesanso v 80-ih letih. Pomembna umetnika na tem področju sta nemški slikar Rainer Maria Latzke, ki je v 90-ih letih izumil novo metodo za izdelavo iluzionističnih slik – freskografijo, in angleški umetnik Graham Rust.

## Umetniki
Stari mojstri
- Masaccio
- Luca Giordano
- Carlo Crivelli
- Cornelis Norbertus Gysbrechts
- Franciscus Gijsbrechts
- Charles Willson Peale
- Andrea Pozzo
- Vincenzo Scamozzi
- Giovanni Battista Tiepolo
- Samuel Dirksz van Hoogstraten

19. stoletje in moderni mojstri
- Henry Alexander
- Aaron Bohrod
- Salvador Dalí
- Walter Goodman
- John Haberle
- William Harnett
- Claude Raguet Hirst
- René Magritte
- John F. Peto

Današnja doba
- Jonty Hurwitz
- Ellen Altfest
- Martin Battersby
- Julian Beever
- Daniela Benedini
- Henri Bol
- Henri Cadiou
- Piero Fornasetti
- Ronald Francis
- Joanne Gair
- Frederic Gracia
- Richard Haas
- Lorena Kloosterboer
- Rainer Maria Latzke
- István Orosz (Utisz)
- Os Gêmeos
- Jacques Poirier
- Susan Powers
- John Pugh
- Pierre-Marie Rudelle
- Graham Rust
- Barbara Stadtlander
- Anthony Waichulis
- Kurt Wenner
- Banksy

## Uporaba v filmih
- Pojem v dežju (1952)
- Willy Wonka & the Chocolate Factory (1971)
- Indiana Jones in zadnji križar (1989)
- Where the Heart Is (1990)
- Millennium Actress (2001)
- Večno sonce brezmadežnega uma (2004)
- Bewitched (2005)